# Индийски солонгой
Индийският солонгой (Mustela kathiah) е вид бозайник от семейство Порови (Mustelidae).

## Разпространение
Видът е разпространен в Бутан, Виетнам, Индия, Китай, Лаос, Мианмар, Непал и Тайланд.